# Empire of the Undead
Empire of the Undead es un álbum de estudio de la banda de power metal alemana Gamma Ray, publicado el 28 de marzo de 2014.

## Lista de canciones
1. "Avalon" (9:21)
2. "Hellbent" (5:22)
3. "Pale Rider" (4:23)
4. "Born to Fly" (4:31)
5. "Master of Confusion" (4:54)
6. "Empire of the Undead" (4:25)
7. "Time for Deliverance" (5:10)
8. "Demonseed" (6:38)
9. "Seven" (5:07)
10. "I Will Return" (6:55)

## Listas
| Lista (2014)                        | Posición |
| ----------------------------------- | -------- |
| Finlandia (Suomen Virallinen Lista) | 12       |
| Alemania                            | 13       |
| Rep. Checa                          | 5        |
| Suecia                              | 26       |